# Puente Terzijski
El Puente Terzijski (en albanés: Ura e Terzive; en serbio: Терзијски мост) a veces llamado "Puente de los sastres", está situado cerca del pueblo de Bistražin en Đakovica en Kosovo. Se trata de un ejemplo muy importante de la construcción de puentes otomanos en Kosovo. Fue construido sobre el río Erenik, probablemente en al final del siglo XV, con su aspecto actual (del siglo XVIII). Una reconstrucción Mayor y restauración a su aspecto original se llevaron a cabo desde 1982 hasta 1984. Hoy en día, el puente se encuentra bajo la protección de la República de Serbia, fue declarado monumento de interés cultural de importancia excepcional en 1990.